# 偕乐桥镇
偕乐桥为中国湖南省宁乡县下辖镇，位于宁乡县中南部，由原偕乐桥乡和东务山乡于1995年合并设立。地缘上，偕乐桥镇北与双凫铺镇接壤，东与资福乡毗邻，南接湘乡市金薮乡，西连枫木桥乡与灰汤镇。辖域面积76.5平方公里，2010年末总户数9755户，总人口33,056人（2000年人口普查30,370人），下辖9个行政村1社区。2015年，偕乐桥镇并入灰汤镇。

## 区划
下辖9个村1社区，分别为偕乐桥社区，水南村、福建村、康宁村、八石村、双盆村、竹田村、汾华村、将军村与金农村。